# Rhodothermus marinus
Rhodothermus marinus è una specie di batterio appartenente al genere Rhodothermus caratterizzata per essere una aerobica obbligata, moderatamente alofila, termofila, gram-negativa e per avere una forma rotondeggiante dai 0,5 μm di diametro e dai 2 ai 2,5 µm di lunghezza.